# Дуррес (округ)

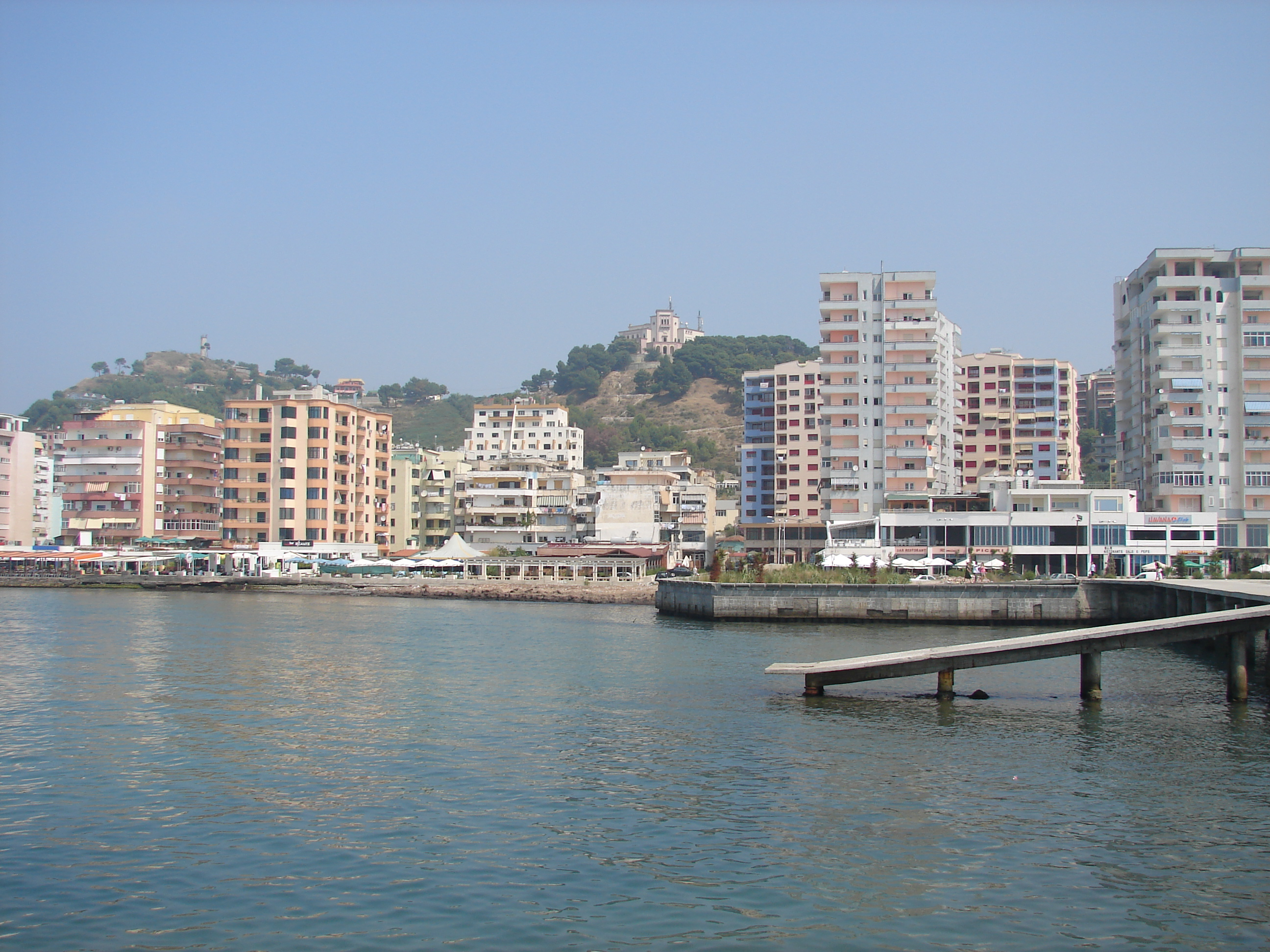
Місто Дуррес — адміністративний центр округа

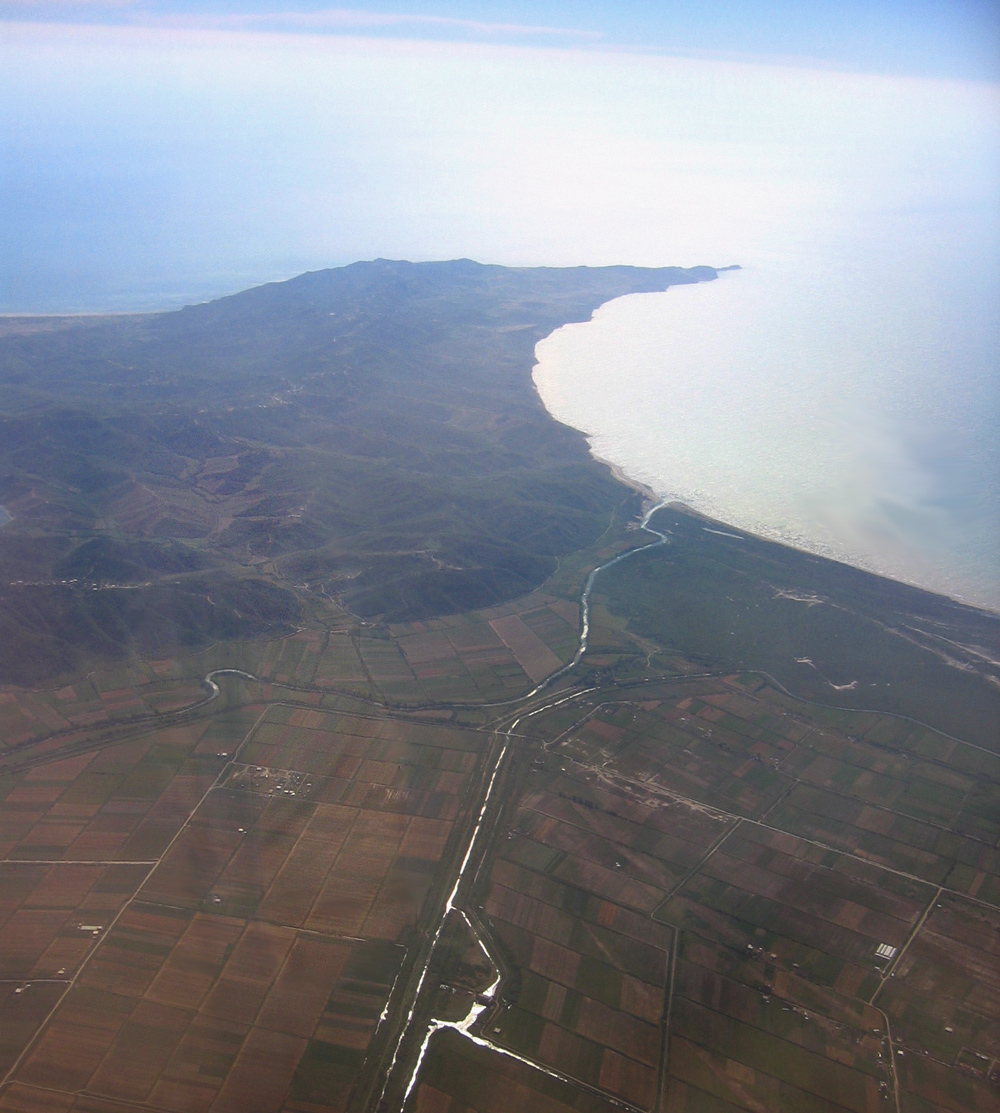
Мис Родоніт в усті річки Ерзені

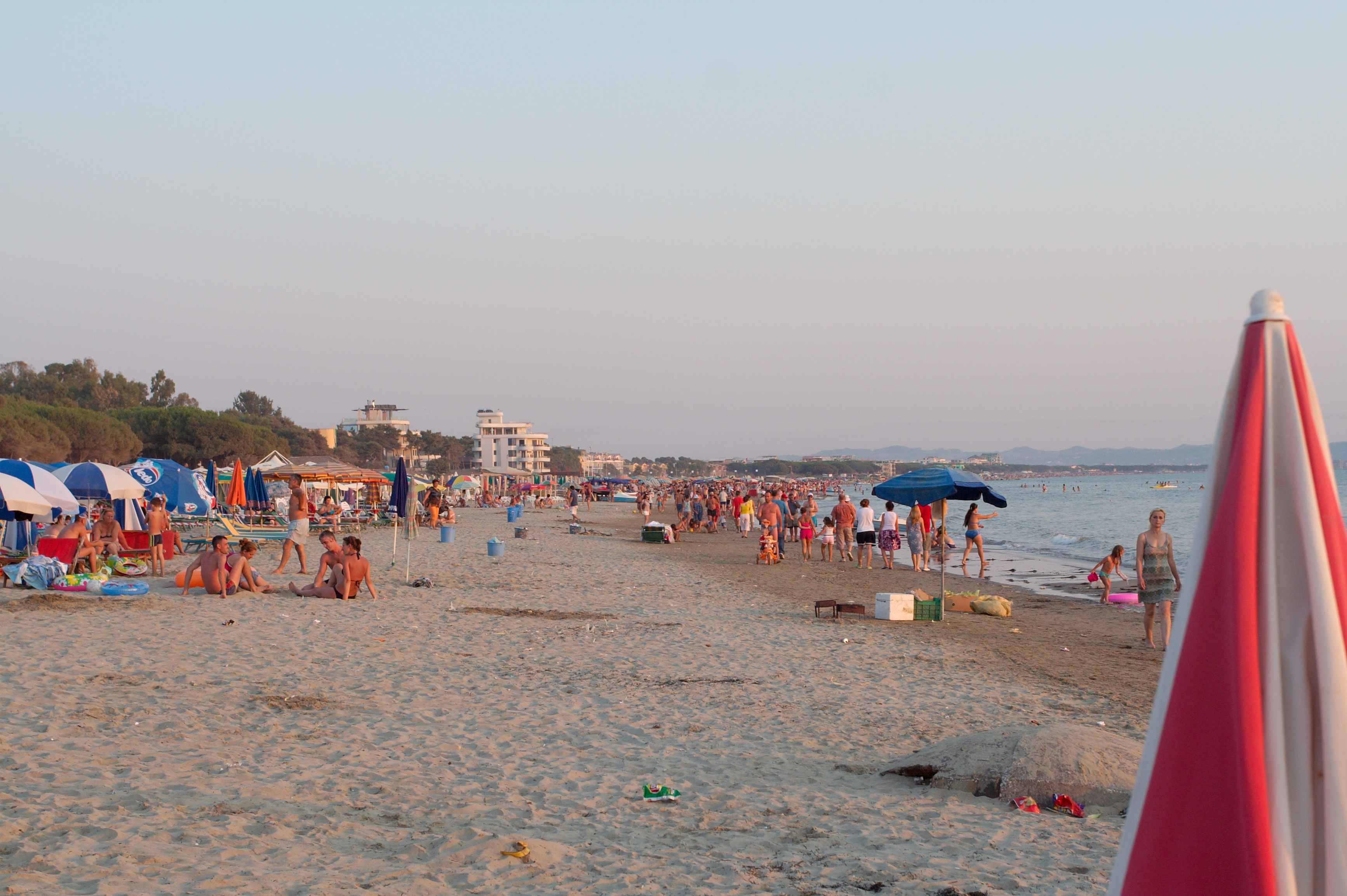
Пляжі Дурреса

Дуррес (алб. Rrethi i Durrësit) — один з 36 округів Албанії, розташований в центральній частині країни.
Округ займає територію 433 км² і відноситься до області Дуррес. Адміністративний центр — місто Дуррес.

## Географічне положення
Округ Дуррес розташований на Адріатичному узбережжі Албанії. Територія округу являє собою переважно рівнину. На південному сході і заході округу тягнуться гряди пагорбів. Прибережні рівнини були частково осушені після Другої світової війни і використовуються під сільське господарство. З південного сходу на північний захід через округ протікає річка Ерзені, що впадає у велику бухту (Gjiri i Lalzit) в Адріатичному морі. На півночі до бухти примикає невеликий півострів, що переходить в мис Родоніт (Kepi i Rodonit).
Велика частина населення зосереджена в швидко зростаючому місті Дуррес і містечку Шияку на схід від нього.

## Економіка і промисловість
Економіка Албанії сконцентрована в основному вздовж транспортного коридору Тирана-Дуррес, що з'єднує єдиний міжнародний аеропорт країни з головним портом. Тут сконцентровано безліч виробничих і транспортних підприємств, кілька спільних фабрик.
Влітку значущою галуззю економіки стає туризм. Південніше Дурреса будуються готелі.

## Транспорт
Дуррес — також і транспортний вузол. Автобан з'єднує Дуррес з Тираною, а потім переходить в шосейну дорогу на південь. В Дурресі знаходиться головне управління албанської залізниці та порт.

## Адміністративний поділ
Територіально округ розділений на міста Дуррес, Мамінасі, Манеза, Сукт, Шияку і 6 громад: Гепаля, Ішмі, Катунді-і-Рі, Ррашбулі, Шкозеті, Джафзотай.